# Bongábong
Bongábong es un municipio filipino de primera categoría perteneciente a la provincia isleña de Mindoro Oriental en Tagalas Sudoccidentales.
Con una extensión superficial de 498,20  km²,  tiene una población de 66.569 personas que habitan en 13.289 hogares.
Su alcalde es   Hércules A. Humali.
Para las elecciones a la Cámara de Representantes está encuadrado en el Segundo Distrito Electoral de esta provincia.

## Geografía
El municipio de Bongábong se encuentra situado en  la parte oriental de la isla de Mindoro.
Su término linda al norte  con el municipio de Bansud;   al sur  con los  municipios de Mansalay  y de Paclasán; al este   con el mar de Sibuyán, frente a la isla Maestre de Campo; y al oeste con el  municipio de Sablayán.
Parque Nacional de Monte Iglit-Baco (Mounts Iglit-Baco National Park).
Por la biodiversidad de su flora y fauna, es el más importante de la isla de Mindoro.
Tamarao (Bubalus mindorensis), búfalo de agua o búbalo (Bubalus bubalis) y mangyan. Comprende parte de los municipios de Sablayán, Pinamalayán, Gloria, Bansud, Bongábong y Mansalay.

## Barrios
El municipio  de Bonganbong se divide, a los efectos administrativos, en 36 barangayes o barrios, conforme a la siguiente relación:
| - Anilao - Aplaya - Bagong Bayan I (Esteban Galíndez) - Bagong Bayan II | - Batangan - Camantigue - Batangán - Carmundo - Cawayan - Dayhagan | - Formón - Hagan - Hagupit - Ipil - Kaligtasán | - Labasán - Labonán - Libertad - Lisap - Luna | - Malitbog - Mapang - Masaguisi - Mina de Oro - Morente | - Ogbot - Orconuma - Población - Polusahi - Sagana - San Isidro | - San José - San Juan - Santa Cruz - Sigange - Tawas |  |

## Patrimonio
Iglesia parroquial católica bajo la advocación del  San José, consagrada en 1938.
Forma parte del Vicariato de Pax Christi en  la Vicaría Apostólica de Calapán sufragánea  de la Arquidiócesis de Lipá.